# Lampensäure
Lampensäure, auch Acetylige Säure, Aldehydsäure und späterhin auch Athersäure genannt, war eine in der ersten Hälfte des 19. Jahrhunderts postulierte chemische Verbindung die
- beim Erwärmen einiger leicht reduzierbarer Metalloxyde mit Aldehyd
- beim Erhitzen von Platindraht in Äther- oder Alkoholdampf[1][2]
- bei schlecht brennenden „Weingeistlampen“

entstehen sollte. Das Wort Lampensäure soll seinen Ursprung im Vorhandensein von dieser Art Ablagerungen an solchen Lampen haben. Der Säure wurden schwach saure und die Augen reizende Eigenschaften sowie ein unangenehmer Geruch zugeordnet.
Verschiedene Autoren ermittelten aber abweichende Molmassen und Summenformeln, so dass eine Zuordnung einer Struktur schwierig war. Letztendlich stellte sich heraus, dass es sich bei der Lampensäure um ein, in seiner Zusammensetzung variables, Stoffgemisch aus Essigsäure, Acetaldehyd und Ameisensäure handelte. Daher konnte nie eine einheitliche Elementzusammensetzung gefunden werden. Abgesehen von Lexikaeintragungen ist der Begriff Lampensäure ab der zweiten Hälfte des 19. Jahrhunderts aus der chemischen Fachliteratur praktisch verschwunden und hat ausschließlich als historischer Begriff eine Bedeutung.